# گنادی کودینوویچ
گنادی کودینوویچ (به انگلیسی: Gennadij Cudinovic؛ زادهٔ ۲۱ فوریهٔ ۱۹۹۴) یک کشتی‌گیر آزادکار اهل کشور آلمان است. وی سابقه حضور در المپیک ۲۰۲۰ توکیو را دارد.